# Szarlatan (opera)
Szarlatan czyli wskrzeszanie umarłych (inna funkcjonująca nazwa to Szarlatan czyli wskrzeszenie umarłych) – opera komiczna w 2 aktach z 1814 z muzyką Karola Kurpińskiego i z librettem Alojzego Żółkowskiego. Prawykonanie odbyło się w Teatrze Narodowym w Warszawie.

## Osoby
- Julia - córka Burmistrza
- Konsyliarzowa Zolimani
- Fantuzjusz - narzeczony Julii
- Alinat/Szarlatan
- Drużbant/Burmistrz
- Karmelek - sługa Alinata
- Fabelhanc - sekretarz Burmistrza

## Wybrane inscenizacje
- 25 września 1972, Warszawska Opera Kameralna, reż. Jan Kulma[3]
- 9 i 10 czerwca 1996, Warszawska Opera Kameralna, reż. Jitka Stokalska[4][5]; wykonawcy: Agnieszka Kurowska i Marta Boberska (Julia), Aleksandra Hofman i Grażyna Sacewicz (Konsyliarzowa), Bogdan Śliwa i Przemysław Rezner (Fantuzjusz), Piotr Czajkowski i Krzysztof Kur (Alinat), Jerzy Mahler i Sławomir Jurczak (Burmistrz), Andrzej Klimczak i Zbigniew Dębko (Karmelek), Radosław Wielgus i Witold Żołądkiewicz (Fabelhanc)
- 10 września 2017, Studio Koncertowe Polskiego Radia im. Witolda Lutosławskiego (wykonanie koncertowe)[6]; wykonawcy: Anna Wolfinger (Julia), Anna Lubańska (Konsyliarzowa), Tomasz Rak (Fantuzjusz), Łukasz Załęski (Alinat), Robert Gierlach (Burmistrz), Bartłomiej Misiuda (Karmelek), Witold Żołądkiewicz (Fabelhanc)
- 10 września 2022, dziedziniec Pałacu w Nieborowie (sceniczne wykonanie plenerowe), reż. Jitka Stokalska[7]; wykonawcy: Paulina Horajska (Julia), Dorota Całek (Konsyliarzowa), Nikhil Goyal (Fantuzjusz), Jacek Szponarski (Alinat), Grzegorz Pelutis (Burmistrz), Edwin Grelow (Karmelek), Witold Żołądkiewicz (Fabelhanc) oraz Maciej Pol jako iluzjonista

## Nagrania płytowe
- fragmenty opery – Veriton SVX-701 (ca 1967)[8]: Karol Kurpiński "Szarlatan czyli wskrzeszenie umarłych" Soliści oraz Orkiestra Kameralna Filharmonii Warszawskiej pod dyr. Jerzego Dobrzańskiego  wykonawcy: Maria Sutkowska (Julia), Bożena Brun-Barańska (Konsyliarzowa), Tadeusz Bartosik (Fantuzjusz), Zdzisław Nikodem (Alinat), Władysław Jurek (Burmistrz), Andrzej Saciuk (Karmelek), Andrzej Kizeweter (Fabelhanc)[9]
- uwertura – Agencja Muzyczna Polskiego Radia (2019): Muzyka kompozytorów polskich XVIII i XIX wieku[10]